# Hienă
Hienele sunt un grup de mamifere, aparținând familiei Hyaenidae, din ordinul Carnivora. Familia Hyaenidae, nativă atât Africii, cât și Asiei, este formată din 4 specii extante, hiena dungată și hiena brună (genul Hyaena), hiena pătată (genul Crocuta) și lupul de pământ (genul Proteles).

## Caractere generale
- Lungimea corpului poate fi 1 m - 1,6 m;
- Greutatea corpului unei hiene mature poate varia, în funcție de specie, de la 25 kg la 70 kg;
- Craniul este destul de mic;
- Maxilarele sunt foarte puternice;
- Membrele anterioare sunt mai lungi și mai puternice decât cele posterioare;
- Dentiția hienelor este asemănătoare cu cea a felinelor.

## Dieta
Hiena pătată este un vânător prost. Oportunistă, alege cea mai rapidă și ușoară cale de a atrage prada. Poate ignora hoituri proaspete dacă în zonă există o abundență de pui ai altor animale sălbatice. Consumă animale de diferite tipuri și mărimi (inclusiv animale domestice și chiar alte hiene), mortăciuni, oase, materie vegetala și excrementele altor animale.
Maxilarul puternic și tractul digestiv îi permit să digere și să obțină substanțe nutritive din piele și din oase. Singurele parți din pradă pe care nu le poate digera complet sunt părul, coarnele și copitele. Acestea sunt regurgitate sub formă de bulgări. Deoarece hienele vânează mai mult noaptea și devorează tot, nu rămân în urma lor semne ale "ospățului". Deși consumă multe oase uscate, au nevoie de puțină apă.

## Vânătoarea
Ele vânează noaptea dar câteodată mănâncă și puii altor animale, fură prada leilor.
Hienele atacă în haită.

## Clasificarea
Familia Hyaenidae cuprinde o singură subfamilie cu patru specii:
|  | Crocuta crocuta (hienă pătată)                                                                     |
|  | |
|  | \| \| Parahyaena brunnea (hienă brună) \| \| \| \| \| \| Hyaena hyaena (hienă dungată) \| \| \| \| |
|  | |
|  | Parahyaena brunnea (hienă brună)                                                                   |
|  | |
|  | Hyaena hyaena (hienă dungată)                                                                      |
|  | |

|  | Parahyaena brunnea (hienă brună) |
|  |                                  |
|  | Hyaena hyaena (hienă dungată)    |
|  |                                  |

|  | Crocuta crocuta (hienă pătată)                                                                     |
|  | |
|  | \| \| Parahyaena brunnea (hienă brună) \| \| \| \| \| \| Hyaena hyaena (hienă dungată) \| \| \| \| |
|  | |
|  | Parahyaena brunnea (hienă brună)                                                                   |
|  | |
|  | Hyaena hyaena (hienă dungată)                                                                      |
|  | |

|  | Parahyaena brunnea (hienă brună) |
|  |                                  |
|  | Hyaena hyaena (hienă dungată)    |
|  |                                  |

## Răspândirea
Hienele pot fi întâlnite în Africa, Asia de Sud-Vest și Asia de Sud.